# Livros protocanônicos
Livros protocanônicos (português brasileiro) ou Livros protocanónicos (português europeu) são os livros do Antigo Testamento da Bíblia cristã que também fazem parte da Bíblia hebraica (a Tanakh) e que passaram a ser considerados canônicos durante o período formativo do cristianismo. O termo "protocanônico" é geralmente utilizado para contrastar estes livros aos deuterocanônicos e aos apócrifos, que "eram por vezes considerados duvidosos" no período da igreja primitiva e não são considerados canônicos pela maioria dos protestantes.
Há 39 livros protocanônicos na maior parte das bíblias cristãs e eles correspondem a 24 livros na Tanakh judaica.

## Lista
A lista de livros protocanônicos é Gênesis, Êxodo, Levítico, , Números, Deuteronômio, Josué, Juízes, Rute, I-II Samuel, I-II Reis, I-II Crônicas, Esdras, Neemias, Ester, Jó, Salmos, Provérbios, Eclesiastes, Cântico de Salomão, Isaías, Jeremias, Lamentações, Ezequiel, Daniel, Oseias, Joel, Amós, Obadias, Jonas, Miqueias, Naum, Habacuque, Sofonias, Ageu, Zacarias e Malaquias.

## Enumeração
Os livros protocanônicos são geralmente 39 na maior parte das bíblias. Com base na tradição massorética da Tanakh, estes mesmos livros podem ser contados como 24 livros, contendo os doze profetas menores como sendo apenas um livro, os livros de Samuel, de Reis e de Crônicas como sendo um cada um e também com Esdras e Neemias sendo um único livro (Esdras-Neemias). Em seus prólogos, Jerônimo contou o mesmo conteúdo em 22 livros, combinando o Livro de Jeremias com Lamentações e Juízes com Rute. A lista apresentada no Codex Hierosolymitanus enumera os mesmos vinte e sete livros.
Estes números já receberam significados numerológicos no passado. O número 22 representaria a quantidade de letras do alfabeto hebraico, os cinco livros duplos (Juízes-Rute, I-II Samuel + I-II Reis, I-II Crônicas, Esdras-Neemias e Jeremias-Lamentações) representariam as cinco letras deste mesmo alfabeto que tem duas formas (kaph, mem, nun, pe e tsade). O número 24 representaria os 24 anciões que atiraram suas coroas aos pés do Cordeiro em Apocalipse 4. O número 27 balancearia o número de livros do Antigo Testamento com os 27 do Novo Testamento.

## Variantes primitivas
A maior parte dos livros protocanônicos era amplamente aceita entre os primeiros cristãos. Porém, alguns foram omitidos em alguns poucos dos primeiros cânones bíblicos. Os marcionitas, uma seita cristã dominante em algumas partes do Império Romano reconhecia um cânone reduzido que excluía toda a Bíblia hebraica em prol de uma versão modificada do Evangelho de Lucas e dez das epístolas paulinas.
Além deste exemplo extremo, desavenças isoladas sobre a canonicidade de certos livros continuaram a aparecer ao longo dos séculos. Atanásio, um patriarca de Alexandria do século IV, omitiu o Livro de Ester de sua lista, provavelmente por influência de um antigo cânone hebraico de 22 livros, possivelmente o mesmo mencionado (sem listar os livros) por Flávio Josefo. Teodoro de Mopsuéstia omitiu Cântico dos Cânticos, Eclesiastes, Jó e Esdras-Neemias para conseguir uma lista com 22 livros.

## Novo Testamento
Por analogia com a antiga e ampla aceitação de muitos textos hebraicos e gregos, o termo "protocanônico" também é por vezes utilizado para descrever os 27 livros do Novo Testamento que eram amplamente aceitos pela igreja primitiva (chamados de homologoumena, um termo grego que significa "confessados e não disputados") para distingui-los dos demais livros (antilegomena) que receberam aceitação somente depois. O termo também é utilizado para fazer referência ao todo dos 27 livros, uma vez que o conjunto tem sido reconhecido como canônico por mais de 1500 anos por todos os cristãos, especialmente quando se quer distingui-los dos escritos não canônicos muito comuns durante o cristianismo primitivo. Para mais informações, veja desenvolvimento do cânone do Novo Testamento.